# クレイグミラー城
クレイグミラー城（クレイグミラーじょう）は、スコットランド、エディンバラ近郊にある中世の城跡である。

## 概要
クレイグミラーの男爵であったプレストン家が14世紀後半に建築を開始し、建設、増築工事は16世紀まで続けられた。1660年にこの城はジョン・ギルモア卿に売却され、彼によってさらなる改築が行われた。ギルモア家は18世紀にこの城を去り、この城は廃墟となった。また、この城はスコットランド女王メアリーが1566年、産後の体調不良の療養のために滞在したことで知られている。
クレイグミラー城はスコットランドに残る城壁に中でも特に保存状態が良い。中央塔を囲む尖塔とそれを守る15世紀の城壁が残存し、教会や鳩小屋の跡が確認できる。

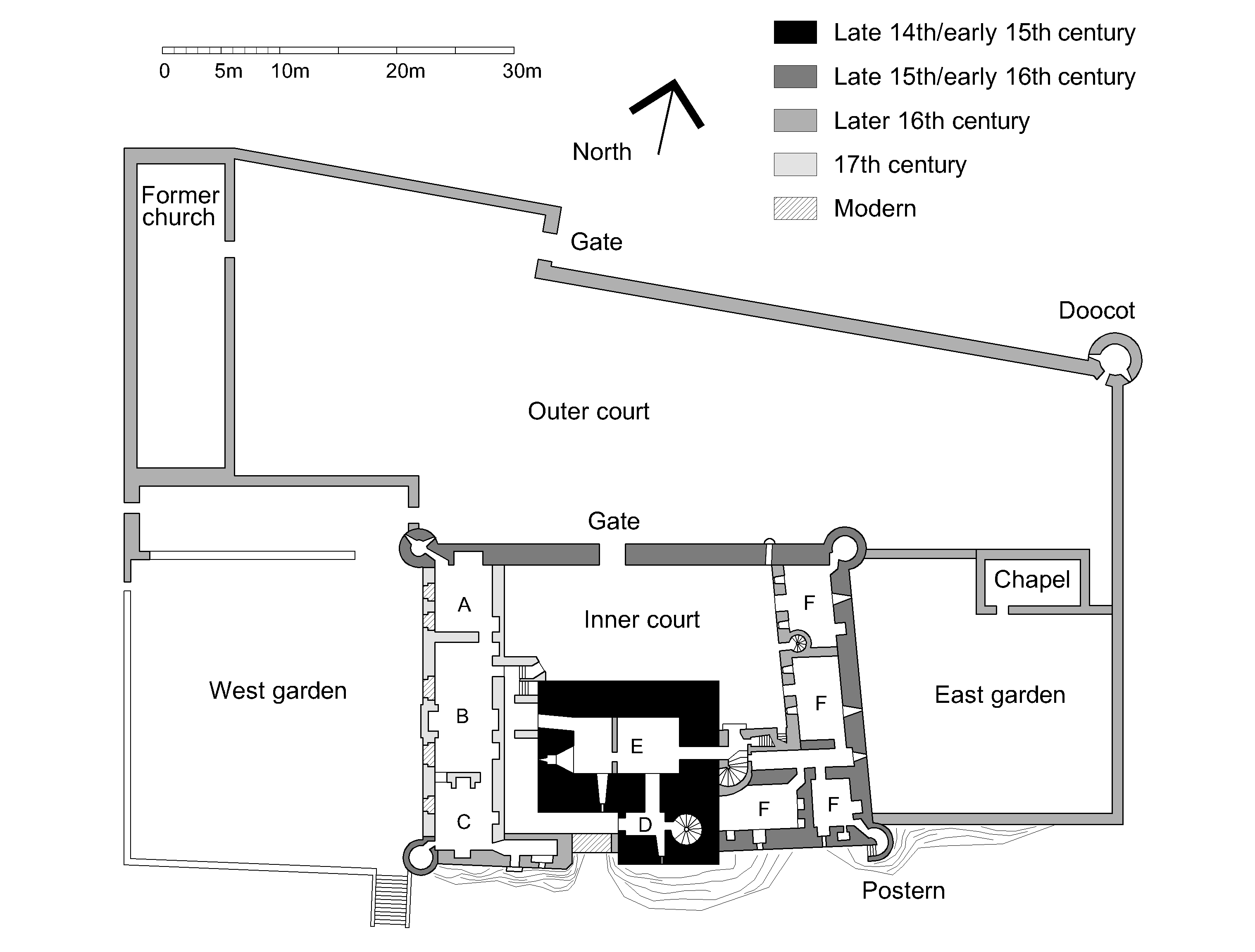
クレイグミラー城の設計図